# C.A. Larsen
Das Walfang-Fabrikschiff C.A. Larsen entstand 1926 durch Umbau aus dem Tanker San Gregorio. Das einzige Fabrikschiff mit einer Aufschleppe für Wale im Bug überlebte den Zweiten Weltkrieg und wurde ab 1945 wieder als  Walfang-Mutterschiff mit dem Namen Antarctic eingesetzt. 1952 wurde sie wieder in einen Tanker umgebaut und ab 1954 abgebrochen.

## Baugeschichte
Das Schiff entstand als zweites Tankschiff der San-Fraterno-Klasse 1913 auf der Werft Swan Hunter in Wallsend. Die zehn Schiffe der Klasse galten bei ihrer Fertigstellung als größte Tankschiffe weltweit. Sie verfügten über 24 Ladetanks, die mit Längs- und Querschotten unterteilt waren. Die Tanks waren mit Heizschlangen beheizbar, um auch zähflüssige Öle transportieren zu können. Die für die Eagle Oil Transport Company gebauten Schiffe sollten vor allem Treiböl für die in der Umstellung von Kohle- auf Ölfeuerung stehende Royal Navy aus Mexiko nach Europa transportieren. Die im Juli 1913 vom Stapel gelaufene San Gregorio kam im Juli 1913 als zweites Schiff der Klasse in Dienst.
Nach Kriegsende wurde die San Gregorio wie ihre überlebenden Schwesterschiffe für die Royal Dutch Shell eingesetzt.

## Umbau zur Walfangfabrik
Als erster großer Öltanker wurde die San Gregorio 1926 auf der norwegischen Werft Fredrikstad MV zu einem Walfang-Fabrikschiff umgebaut. Sie hatte eine Ladekapazität von 60 000 Barrel Walöl und  alle Einrichtungen zur Verarbeitung von Walen zu Walöl an Bord. Im Bug hatte sie eine Aufschleppe, um die von ihren Fangbooten erjagten Wale an Bord zu nehmen und dann die Verarbeitung an Bord durchführen zu können. Alle bislang eingesetzten Walfangfabrikschiffe bis auf die 1925 für die Gesellschaft A/S Globus in Larvik in Dienst gekommene Lancing (1898, 7866 BRT) hatten die Zerlegung der Wale (das Flensen) außenbords durchgeführt, was eine ruhige See für die Verarbeitung der Wale verlangte und auch dann noch sehr gefährlich war. 
Die Aufschleppe wurde im Bug installiert, um bestehende Patente für eine Heckaufschleppe wie bei der Lancing zu umgehen. Diese Installation erwies sich als nicht optimal und wurde daher auch bei keinem anderen Walfangfabrikschiff wiederholt.
Der Umbau bei der Fredrikstad MV erfolgte im Auftrag der A/S Rosshavet von Johan Rasmussen und Magnus Konow aus Sandefjord. Bei Fertigstellung erhielt die ehemalige San Gregorio den Namen C.A. Larsen nach dem am 8. Dezember 1924 als Kapitän der Sir James Clark Ross im Rossmeer verstorbenen Carl Anton Larsen, einem der Gründer der A/S Rosshavet.
Vier weitere Schwesterschiffe der San Fraterno-Klasse wurden in der Folgezeit ab 1928 auch zu Fabrikschiffen umgebaut. Die San Lorenzo und die San Nazario gingen an Walfanggesellschaften der Thor-Dahl-Gruppe und wurden in Ole Wegger und Thorshammer umbenannt, die San Jeronimo und San Patricio wurde in die Fabrikschiffe Southern Empress und Southern Princess der zum Unilever-Konzern gehörigen Southern Whaling Company umgebaut.

## Einsatzgeschichte

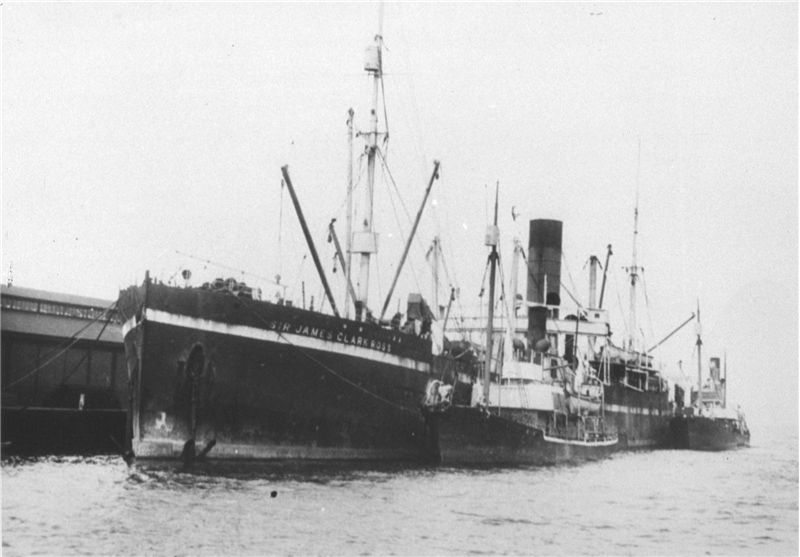
Die Sir James Clark Ross
1923 in Hobart

Die C.A. Larsen wurde mit einer britischen Lizenz zusammen mit dem anderen Mutterschiff der Gesellschaft, der Sir James Clark Ross (1905, 1923 umgebaut, 8173 BRT) im Bereich des Rossmeeres eingesetzt. Als Basis diente der Gesellschaft die neuseeländische Bucht Paterson Inlet/Whaka a Te Wera von Stewart Island, wo eine kleine Basis unterhalten wurde und die Fangboote im Südwinter zur Überholung zurückgelassen wurden, während die Fabrikschiffe nach Norwegen zurückmarschierten, um das produzierte Walöl zu verkaufen.
Mit dem neuen Schiff begann auch die Beschaffung neuer Fangboote, zur Fangsaison 1926 war mit der Star VIII allerdings nur ein Boot bei Nylands fertiggestellt.
Man setzte daher Fangboote aus anderen, auch von Rasmussen kontrollierten Walfanggesellschaften ein und mietete Boote anderer Gesellschaften an, wie die 1912 bei Akers gebauten Walfänger Karrakata und Pagodroma der Gesellschaft Ocean, die zur Zeit auflagen.
Am 21. Februar 1928 lief die voll beladene C.A. Larsen mit der Rekordausbeute von 78.400 Barrel Walöl innerhalb von 15 Wochen beim Rückmarsch auf einen Felsen im Paterson Inlet/Whaka a Te Wera auf. Sie schaffte es, aus eigener Kraft wieder freizukommen, und wurde in flachem Wasser im Schutz von Ulva Island provisorisch repariert. Sie hatte nur wenig Walöl verloren. Sie gab ihre Ladung an den Motortanker Spinanger ab und ging im April ins Dock in Port Chalmers zur Reparatur. Auf der nächsten Fangreise wurde die C.A. Larsen von einem Wissenschaftler begleitet, der die Expedition als Beauftragter der australischen Regierung begleitete und wissenschaftliche Erhebungen zum Auftreten der Wale machte. Am Ende der Fangsaison verlor die Expedition den Walfänger Pagodroma am 28. Februar 1929, dessen Rumpf im Eis des Rossmeeres schwer beschädigt worden war und der auf dem Rückmarsch nach Steward Island sank. Das Mutterschiff konnte die gesamte Besatzung an Bord nehmen. Dies war der einzige Schiffsverlust der Gesellschaft im Frieden.

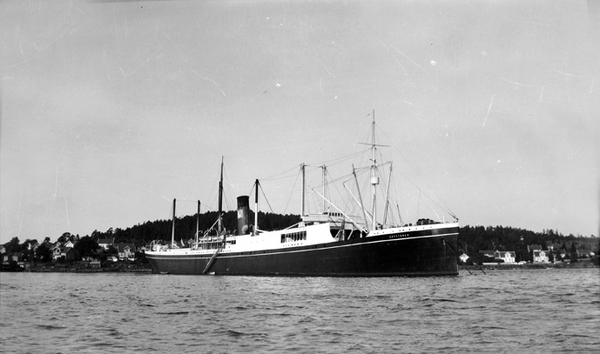
Die ebenfalls angemietete Skytteren

Als Folge des 1935 ergangenen Verbots, norwegische Walfangfabrikschiffe ins Ausland zu verkaufen, kam es 1936 zur Vermietung zweier derartiger Schiffe, der Skytteren und der C.A. Larsen. Die C.A. Larsen wurde dabei mit ihren sechs Fangbooten erst der neuen Walfanggesellschaft A/S Blaahval unter Geschäftsführer Jørgen Krag pro forma verkauft, die dann diese Flotte für vier Jahre an die deutsche Margarine-Rohstoff Beschaffungsgesellschaft vermietete (sog. bare boat carter), die an der Betreibergesellschaft einen 40-prozentigen Anteil besaß. Bis zur Saison 1938/1939 blieb die C.A. Larsen für die Deutschen im Einsatz, die den Einsatz der beiden gemieteten Fabrikschiffe und der 1938 angekauften Fabrikschiffe Südmeer und Wikinger sowie der vier Fangflotten durch das 1936 gegründete Hamburger Walfang-Kontor (GmbH) koordinierten.

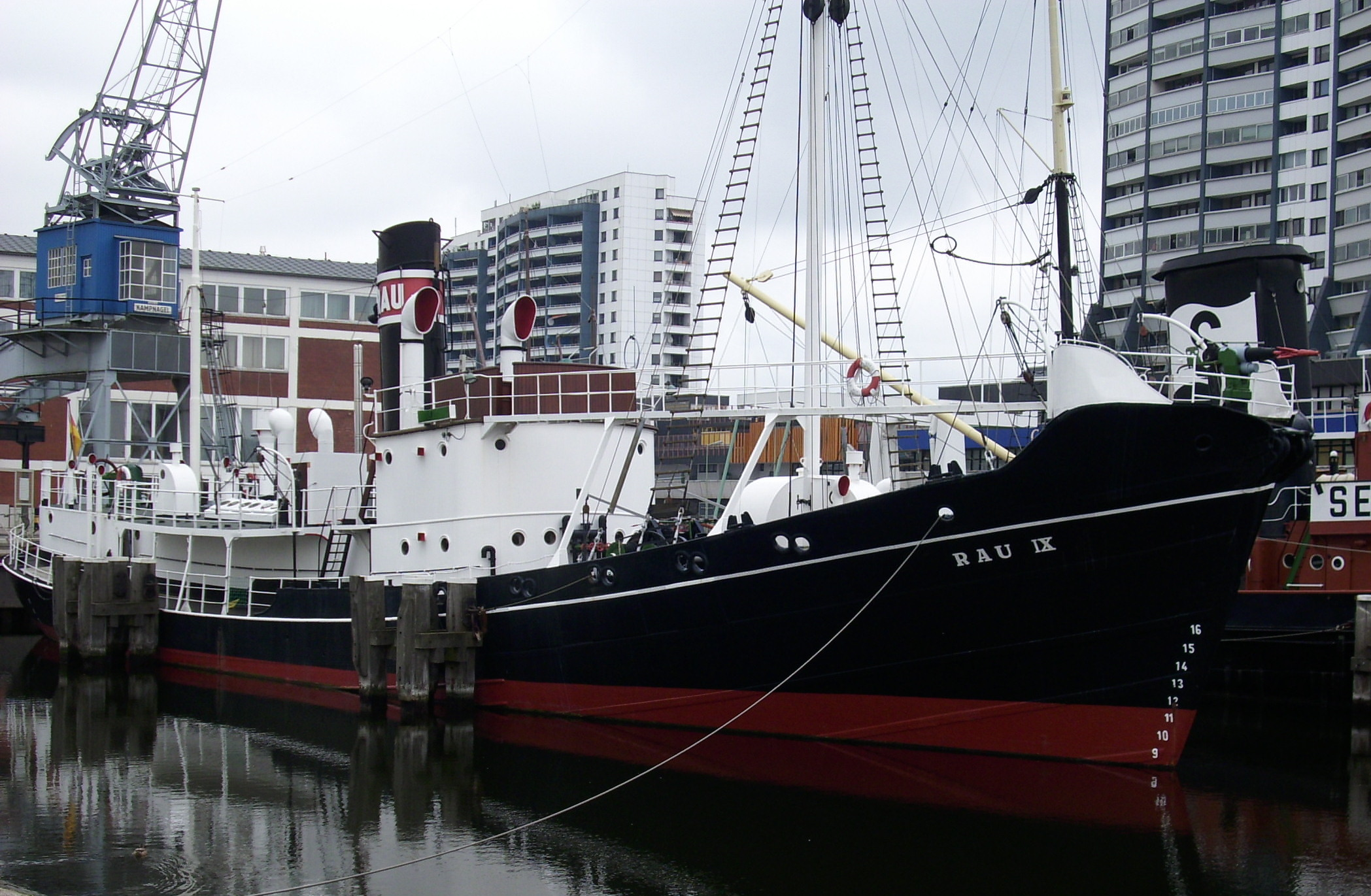
Die erhaltene Rau IX,
Schwesterboot von Wal 8 und Wal 9

Bei den Walfängern Hval 1 bis Hval 7 der C.A. Larsen handelte es sich um die ehemaligen Star X, Star IX, Star XI, Star II, Star XII, Star XV und Star XVII. Die Hval 1 wurde 1938 an de A/S Kosmos als KOS III abgegeben und durch die Hval 7 ersetzt. Dazu kamen mit Wal 8 und Wal 9 noch zwei deutsche Neubauten von 340 BRT der Seebeck-Werft.

## Kriegseinsatz
Im Herbst 1939 machte sich die norwegische Walfangflotte trotz des Ausbruchs des Krieges auf den Weg zur neuen Fangsaison in die Antarktis, die von Deutschland gecharterten Schiffe blieben jedoch in Norwegen. Die norwegische Marine kaufte anschließend das Walfangschiff Hval II, das als Patrouillenschiff auf offener See im Oslofjord und im Skagerrak eingesetzt wurde.
Im Mai 1940 beschlagnahmte die deutsche Marine die in Norwegen gelagerte C.A. Das Schiff wurde bei Tønsberg gekapert und bis Kriegsende als Außenposten Lorraine in norwegischen Gewässern eingesetzt. Dasselbe Schicksal ereilte die Hval 3, Hval 4, Hval 6 und Hval 7, die bereits bei der norwegischen Marine im Einsatz waren. Während der Besetzung Norwegens wurden sie von der deutschen Marine erbeutet und unter den Namen Hval 3, Husar, Jäger und Warthegau als Patrouillenboote eingesetzt. Nur „Hval 5“ entkam nach Großbritannien und kam am 18. Juni 1940 in Rosyth an. Auch dieses Schiff wurde als Minensuchboot eingesetzt und überlebte den Krieg.
Im November 1941 wurde Lorraine nach Kirkenes versetzt. Anschließend wurde das Schiff weiter bewaffnet und als Kanonenboot eingesetzt.
Von Februar 1942 bis Juli 1944 war das Schiff in Tromsø und Altafjord stationiert, bevor es nach Trondheim verlegt wurde. Lorraine war am Ende des Krieges in Lofjord.
Alle fünf überlebten den Krieg und wurden anschließend erneut als Walfangboote eingesetzt, kamen jedoch nie wieder in antarktische Gewässer. Einige wurden an Larsen verkauft und als Versorgungstanker in Norwegen eingesetzt.

## Erneut Walfangmutterschiff alsAntarctic
Die C.A. Larsen überlebte den Zweiten Weltkrieg und wurde im Juni 1945 an die neue, in Tønsberg beheimatete norwegische Firma A/S Antarctic mit Manager Anton von der Lippe abgegeben, die sie nach einer Grundreparatur in der Werft Framnæs M.V. 1945 unter dem Namen Antarctic einsetzte. Das Fabrikschiff wurde unter seinem neuen Namen bis 1952 im Südpolarmeer eingesetzt. Seine erste Nachkriegsreise begann am 5. Dezember 1945, und von der letzten Fangfahrt kehrte es am 21. April 1952 nach Norwegen zurück.
Da keine Gewinne mehr als Walfabrik erzielt werden konnten, wurde die ehemalige C.A. Larsen 1952 bei den Kieler Howaldtswerken zu einem Tanker von 10.776 BRT und 15.993 tdw umgebaut, aber schon ab 1954 in Hamburg abgebrochen.